# Foreign Affairs (Padre de familia)
Foreign Affairs (titulado Relaciones internacionales en Hispanoamérica y Asuntos exteriores en España) es el decimoséptimo episodio de la novena temporada de la serie Padre de familia emitido en FOX el 15 de mayo de 2011. El episodio está escrito por Anthony Blasucci y por Mike Desilets y dirigido por Pete Michels.
La trama se centra en Bonnie y Lois, quienes se van de viaje a París, sin embargo, lejos de hacer turismo como pretende Lois, Bonnie pretende buscarse un amante. Por otro lado, Peter decide sacar a sus hijos del instituto tras escuchar historias de tragedias pasadas.

## Argumento
Bonnie y Lois van de viaje a París, aunque emocionada al principio por ir con su amiga, Lois se molesta cuando las intenciones de Bonnie son para engañar a Joe. A pesar de sus intentos por disuadirla, es incapaz de resistirse a los encantos de un hombre que no duda en intentar ligar con las dos, sin embargo al ser rechazado por Lois se centra en Bonnie quien parece estar más interesada. Finalmente la consigue convencer tras recordarle que tiene una responsabilidad como esposa y madre. 
Lois decide hacer turismo por su cuenta y cuando vuelve de compras descubre a su amiga con otro hombre: François, que al igual que su marido es paraplegico, Lois no da crédito a lo que ve hasta que este le pide a Bonnie que se vaya a vivir con él. 
En la privacidad, Bonnie le confiesa a Lois que Joe ya no la trata tan bien como antes y le revela que piensa dejarle por su nuevo amante, finalmente Lois llama a Joe para hacerla entrar en razón. Joe se disculpa por no darle todo el amor que se merece y le pide que vuelva a casa, al mismo tiempo François le suplica que se quede en París. Ante tal dilema, Bonnie está indecisa hasta que Joe, en un alarde en demostrarle su amor se levanta de su silla y empieza a caminar a pesar de su discapacidad. Bonnie se disculpa por lo sucedido y decide volver con él. Mientras se marchan de la suite, se revela que Quagmire (posiblemente contratado por Lois) había ayudado a Joe a levantarse al hacerse pasar por sus piernas.
Por otra parte, tras la marcha de las mujeres a Francia, Peter queda al cargo de sus hijos. Tras ver un reportaje sobre como la fiebre Q ha llegado a las escuelas, este decide sacar a Chris y a Meg del instituto para enseñarles en casa. Sin embargo, los métodos poco ortodoxos de Peter dejan bastante que desear (ir desnudo por el garaje con patinetes, las surrealistas lecciones de historia, contratar a un asiático y a un afroamericano para dar clases de matemáticas y de educación vial, aunque luego las cualidades de ambos son viceversas.) Finalmente, Peter se lleva a sus hijos al desierto para consumir peyote. Sin embargo, Peter descubre que Chris no ha aprendido nada y reconoce que ha sido un error sacar a sus hijos del instituto y vuelve a inscribirlos en el centro. 
De vuelta a clase, el profesor, al igual que Peter, va desnudo por la clase con un patinete hasta que Chris responde a una pregunta correctamente con el consecuente golpe contra la pared para el maestro, el cual pide que le atienda una enfermera.

## Recepción
Las críticas por parte de los críticos fueron en su mayoría dispares. En una crítica simultánea a los episodios de Los Simpson, Padre de familia, American Dad!, The Cleveland Show y Bob's Burgers, Rowan Kaiser de A.V. Club alabó la trama de Lois y Bonnie, por el contrario crítico la subtrama de Peter, en especial el gag del videoclip de Mick Jagger y David Bowie: Dancing in the Street, al cual calificó como "antihumor" y acusó a los guionistas de "perezosos". Como nota final, el crítico puntuó al episodio con un deficiente.
Kate Moon de TV Fanatic argumentó que el episodio no cumplió todas sus expectativas en alusión a la trama de Peter, aunque valoró positivamente la trama de Lois y Bonnie, en especial la escena en la que Joe con la ayuda de Quagmire conseguía levantarse. En su crítica, a pesar de mostrarse ligeramente decepcionada con el argumento, destacó algunos buenos momentos entre los que se incluyen un recorrido por París por parte de unos teleñecos a imagen y semejanza de Lois y Bonnie y el remake del opening de American Dad por Joe Swanson.